# 원더우먼 (노래)
《원더우먼》은 씨야 · 다비치 · 티아라의 싱글음반이다.

## 특징
여성시대의 후속곡이지만 구성원이 달라졌다. 씨야에는 수미가 들어갔고, 티아라의 지연 대신 효민과 은정이 들어갔다. 따라서 7명이 활동한다. 이 음반에는 원더우먼 한 곡만 수록되었다.

## 수록곡
1. 원더우먼